# Caloplaca impolita
Caloplaca impolita är en lavart som beskrevs av Arup. Caloplaca impolita ingår i släktet orangelavar och familjen Teloschistaceae.   Inga underarter finns listade i Catalogue of Life.